# مونتاغيو غلاس
مونتاغيو غلاس (بالإنجليزية: Montague Glass)‏ (23 يوليو 1877 - 21 يونيو 1934)؛ كاتب مسرحي وروائي أمريكي.

## روابط خارجية
- مونتاغيو غلاس على موقع IMDb (الإنجليزية)
- مونتاغيو غلاس على موقع قاعدة بيانات برودواي على الإنترنت (الإنجليزية)
- مونتاغيو غلاس على موقع قاعدة بيانات الفيلم (الإنجليزية)